# Klaus Kuttler
Klaus Kuttler (* 4. Dezember 1971 in Wels) ist ein österreichischer Komponist und Opernsänger (Bariton).

## Leben
Nach dem Besuch eines Bundesrealgymnasiums in Wels besuchte Kuttler das Adalbert-Stifter-Gymnasium in Linz, an dem er im Jahre 1991 maturierte. Anschließend begann er sein Studium für Klavier, Oboe, Komposition und Gesang am Brucknerkonservatorium des Landes Oberösterreich, setzte die Gesangsausbildung an der Universität für Musik und darstellende Kunst Wien fort und schloss sie im Jahre 2002 mit Auszeichnung ab.
Schon während des Studiums hatte er im Jahre 1992 das Schiff-Stipendium für Komposition und mehrere Kompositionsaufträge erhalten und qualifizierte sich in mehreren Wettbewerben. Im Jahre 1997 erhielt er ein Stipendium des Richard-Wagner-Verbandes Linz.
Seit den 1990er Jahren ist Kuttler neben seiner Tätigkeit als Opernsänger auch als Oratoriensänger tätig und bestreitet Liederabende. Engagements führten ihn an verschiedene Spielstätten im In- und Ausland, wie etwa nach Den Haag, Japan, Lausanne, London, St. Gallen, St. Pölten, an die Wiener Kammeroper, das Wiener Konzerthaus, das Opernhaus Zürich und zu Festspielen und Festivals in Mörbisch, St. Moritz und Bregenz.
Ab dem Jahre 2000 war der Künstler fixes Ensemblemitglied der Volksoper Wien und setzte ab der Saison 2005/06 diese Tätigkeit als freischaffender Sänger fort. Gastspiele absolvierte er unter anderem an der Komischen Oper Berlin, dem Staatstheater Stuttgart, der Oper Köln, beim Glyndebourne Festival, an der Opéra National de Lyon, am Teatro Nacional de São Carlos und dem Festspielhaus Baden-Baden. Er trat im Concertgebouw (Amsterdam), in der Hamburgischen Staatsoper, der Semperoper, der Deutschen Oper Berlin, und im Teatro de la Maestranza in Sevilla auf. Im Jahre 2012 feierte er bei den Salzburger Festspielen sein Bühnendebüt.

## Repertoire (Auswahl)
- Moralès in „Carmen“ von Georges Bizet
- Merkur (Mercurio) in „La Calisto“ von Francesco Cavalli
- Wiedehopf in „Die Vögel“ von Walter Braunfels
- Valentin in „Faust“ von Charles Gounod
- Peter (Vater) in „Hänsel und Gretel“ von Engelbert Humperdinck
- Guglielmo in „Così fan tutte“ von Wolfgang Amadeus Mozart
- Papageno in „Die Zauberflöte“ von Mozart
- Figaro in „Le nozze di Figaro“ von Mozart
- Marcello in „La Bohème“ von Giacomo Puccini
- Schaunard in „La Bohème“ von Puccini
- Dandini in „La Cenerentola“ von Gioachino Rossini
- Pappacoda in „Eine Nacht in Venedig“ von Johann Strauss
- Gabriel von Eisenstein in „Die Fledermaus“ von Johann Strauss
- Herr von Faninal in „Der Rosenkavalier“ von Richard Strauss
- Barbier Schneidebart in „Die schweigsame Frau“ von Richard Strauss
- Fritz Kothner in „Die Meistersinger von Nürnberg“ von Richard Wagner
- Ein Nachtwächter in „Die Meistersinger von Nürnberg“ von Wagner
- Ottokar in „Der Freischütz“ von Carl Maria von Weber

## Preise und Auszeichnungen
- 1993: 1. Preis und Sonderpreis des Bundeswettbewerbes „Jugend musiziert“
- 1995: 1. Preis und Sonderpreis des Bundeswettbewerbes „Jugend musiziert“
- 1997: Gewinner des Wettbewerbes „Gradus ad parnassum“ (Graz)[3]
- 1998: Preisträger beim Internationalen Belvedere-Gesangswettbewerb (vier Sonderpreise), sowohl im Opern- als auch im Operettenfach

## Diskografie
- 1994: „Matthäus-Passion“  von Werner Brüggemann (Dir.: Peter Schneeberger, Linz)
- 1995: „Trionfo di Afrodite“ von Carl Orff (Dir.: Franz Welser-Möst, München)
- 1999: „Eine Nacht in Venedig“ von Johann Strauss (Dir.: Rudolf Bibl, Eisenstadt)
- 1999: „Der lustige Krieg“ von Johann Strauss (Dir.: Ulf Schirmer, Konzerthaus Wien)
- 2002: „Der Flaschenteufel“ von Klaus-Peter Bruchmann (Dir.: Walter Rescheneder, ORF)
- 2008: „Hänsel und Gretel“ von Engelbert Humperdinck (Dir.: Kazushi Ōno, Glyndebourne, DVD von Decca)
- 2009: „Hänsel und Gretel“ von Engelbert Humperdinck (Dir.: Martin Haselböck, DVD von NCA)
- 2009: „Der Freischütz“ von Carl Maria von Weber (Dir.: Thomas Hengelbrock, Baden-Baden, DVD)